# Michael Cimino, un mirage américain
Pour plus de détails, voir Fiche technique et Distribution.
Michael Cimino, un mirage américain est un film documentaire français réalisé par Jean-Baptiste Thoret, sorti en 2021.

## Fiche technique
Sauf indication contraire, les informations mentionnées dans cette section peuvent être confirmées par la base de données cinématographiques IMDb,  présente dans la section « Liens externes ».
- Titre français : Michael Cimino, un mirage américain
- Réalisation, scénario et musique : Jean-Baptiste Thoret
- Photographie : Laurent Brunet
- Montage : Sébastien de Sainte Croix
- Pays de production :  France
- Langues originales : français, anglais
- Format : couleur
- Genre : documentaire
- Durée : 130 minutes
- Dates de sortie :
  - France : 2 juillet 2021 (Festival international du film de La Rochelle) ; 19 janvier 2022 (sortie nationale)

## Distribution
- Michael Cimino : lui-même
- John Savage : lui-même
- Oliver Stone : lui-même
- Quentin Tarantino : lui-même
- James Toback : lui-même

## Sortie

### Accueil critique
En France, le site Allociné recense une moyenne des critiques presse de 3,6/5.

## Distinctions
- Festival international du film de La Rochelle 2021 : sélection dans le programme L'essentiel de Michael Cimino [2]
- Festival du cinéma américain de Deauville 2021 :  sélection en section Les Docs de l'Oncle Sam